# 兰迪·波许
兰道夫·弗雷德里克·「蘭迪」·波许（英語：Randolph Frederick "Randy" Pausch，1960年10月23日—2008年7月25日）是美国卡内基梅隆大学的计算机科学、人机交互及设计教授。2006年9月，他被诊断患有胰腺癌。尽管进行了手术和化疗，他还是于2007年8月被告知癌细胞已经转移至肝臟及脾脏，至多可以再存活3到6个月。波許於2008年7月25日過世，享年47歲。

## 学术造诣
1982年5月，波许在布朗大学获得计算机科学学士学位，1988年又在卡内基梅隆大学获得计算机科学哲學博士学位。1988年至1997年在弗吉尼亚大学工程及应用科学学院担任计算机科学助理教授及副教授。1997年回到母校卡内基梅隆大学计算机科学学院任副教授。1998年同Don Marinelli一起创建了卡内基梅隆大学娱乐技术中心，并担任中心主任一职。2000年升任计算机科学、人机交互及设计教授。
除教职外，波许还担任Media Metrix,Inc.的董事，Google、华特迪士尼幻想工程及施乐帕洛阿尔托研究中心的顾问，并在学术休假期间在华特迪士尼幻想工程及电子艺界从事研究工作。
波许是5本书的作者或合作者，发表过70餘篇论文，并发明了用于计算机科学教学的Alice语言及其集成开发环境。
2007年，波许获得了美国计算机协会（ACM）颁发的Karl V. Karlstrom杰出教育家奖，以及美国计算机协会计算机科学教育专业组（ACM SIGCSE）杰出贡献奖，同年他成为美国计算机协会资深会员（ACM Fellow）。匹兹堡市议会宣布2007年11月19日为“兰迪·波许博士日”。

## 与癌症抗争
2006年，波许被诊断患有晚期胰腺癌。次年8月，他被告知可能仅剩3到6个月的生命，于是他举家从宾夕法尼亚州匹兹堡迁回弗吉尼亚州切萨皮克。
2008年3月13日，波许在美国参议院劳工、卫生、公众事业、教育及相关机构拨款委员会（United States Senate Appropriations Subcommittee on Labor, Health and Human Services, Education, and Related Agencies）游说，希望联邦政府增加对胰腺癌研究的经费支持。在此之前的一周，他还因为要从右肺中抽取胸腔积液而住院。

### 最后一课
美国很多高校在资深教授退休前都会为他们安排讲授一堂面向全校学生的“最后一课”，表达学校师生对其的崇敬和感激，让教授为自己的教学生涯划上一个完美的句号。卡内基梅隆大学将其命名为“旅程（Journey）”，希望演讲者能和听众一起分享自己的个人或学术旅程。波许虽然还没有准备退休，但是鉴于他的病情，他在2007年9月18日做了题为：“真正实现你的童年梦想”的最后一课，这也是“旅程”系列的第一课。
在演讲开始之前，卡内基梅隆大学副教务长英迪拉·内尔向与会师生引荐了当天的嘉宾：电子艺界 (Electronic Arts) 负责Sims品牌的副总裁史帝夫·西柏特，西柏特是波许的好友兼同事，他介绍了波许的学术和工作简历。伴随着全场长时间的起立鼓掌，兰迪·波许登台，开始了他的“最后一课”。
演讲分为三个部分：
1. 波许自己的童年梦想及他是如何逐一实现的；
  - 体验零重力
  - 参加NFL比赛
  - 编写大百科全书条目（其中特别提到了维基百科全书）
  - 成为Star Trek中的柯克船长
  - 赢取游乐场的超大毛绒玩具
  - 成为迪士尼幻想工程的工程师
2. 波许如何通过开设“构建虚拟世界”课程、创建娱乐技术中心和开发Alice软件帮助别人实现梦想，并感受其中的快乐；
3. 关于生活态度、学习、团队合作等的人生经验。

演讲过程中，波许风趣幽默，将人生哲理寓于浅显事例，甚至还在台上为观众表演了伏地挺身。
波许讲完后，西柏特宣布电子艺界和卡内基梅隆大学将创立波许纪念奖学金，奖给学习计算机科学的女性，纪念波许对女性在计算机科学和工程学习的支持。
卡内基梅隆大学校长杰瑞德·柯亨高度赞扬了波许的人格，称他对学校和教育的贡献非凡出众，并且宣布学校将在计算机科学系和艺术中心之间架设一座以波许命名的天桥，以纪念波许对连接计算机科学和艺术设计两个学科的贡献。波许在布朗大学时的导师安迪·范·丹也发表演讲，赞扬波许的对抗癌症的勇气和非凡的领导才能，称他行为楷模。

### 媒体报導
2007年9月21日，兰迪·波许被ABC世界新聞列为“本周人物”，他也得到了明镜等国际媒体的关注。波许的“最后一课”成了互联网上的热点，在发布一个月内被收看超过一百万次。2007年10月22日，波许现身CBS的人气脱口秀节目奥普拉·温芙瑞秀，向数百万的电视观众讲述自己的现状，并概要复述了他的“最后一课”。
2007年10月6日，匹兹堡钢人队在得知波许的童年梦想之一是参加NFL后，邀请他参加了球队的常规训练。
华特迪士尼公司所属的亥伯神龙出版公司出资670万美元购买了波许和华尔街日报记者Jeff Zaslow合著的《最后一课》的出版权，此书已于2008年4月8日发行。
電影導演傑弗瑞·亞柏拉罕在2007年11月发电子邮件给波许，邀请波许在将于2009年上映的Star Trek第十一部电影版中出演一个角色。波许欣然同意，并前往好莱坞参与了拍摄工作，导演甚至给他安排了一句对白。
2008年4月9日，ABC播出了 一小时长的关于波许的特别节目 （页面存档备份，存于）：“最后一课，你生命的爱的故事”。
2008年4月21日出版的時代刊登了波许对读者十问的回答。

### 其他演讲及活动
2007年11月27日，兰迪·波许在弗吉尼亚大学做了关于“时间管理”的演讲，听众超过850人，这是他以前的同一标题演讲的更新版本。2008年3月，他出现在一则胰腺癌公益活动宣传片中，并在国会作支持癌症研究的陈述。

## 著作
- Learning to Program with Alice, Brief Edition（用Alice学习编程，简明版，合作者Wanda P. Dann及Stephen Cooper）(2006) ISBN 0-13-239775-7
- The Last Lecture（中譯：最后的演讲、台譯：最後的演講，合作者Jeffrey Zaslow）(2008) ISBN 1-4013-2325-1

## 个人生活
2000年5月，兰迪·波许与洁·波许（Jai Glasgow Pausch）结为夫妻，他们共同育有两个儿子：迪伦（Dylan）及洛根（Logan）和一个女儿克洛伊（Chloe）。